# Matijaši
Matijaši (en italien : Mattiassi) est une localité de Croatie située en Istrie, dans la municipalité de Žminj, dans le comitat d'Istrie. En 2001, la localité comptait 57 habitants.

## Démographie
| 1948 | 1953 | 1961 | 1971 | 1981 | 1991 | 2001 |
| ---- | ---- | ---- | ---- | ---- | ---- | ---- |
| 123  | 127  | 108  | 102  | 88   | 58   | 57   |